# Blanchardstown
Blanchardstown (Baile Bhlainséir en Irlandais) est une banlieue de Dublin, Irlande. La ville compte 61 503 habitants en 2006. C'était à l'origine une ville de son propre droit, Blanchardstown est aujourd'hui une grande ville dans le Fingal. Blanchardstown est un centre régional administratif pour le comté avec Swords. De plus, Blanchardstown abrite également un institut de technologie. La zone couvre une grande partie de la zone de "Dublin 15". Blanchardstown abrite également le club des St. Brigids qui gagna le Dublin Championship en 2003.

## Centre commercial de Blanchardstown
Le centre commercial de Blanchardstown fut le second plus grand d'Irlande à la fin de sa construction derrière The Square à Tallaght et fut également le plus grand centre commercial du pays jusqu'à l'ouverture du Dundrum Town Centre. Il est la propriété de Green Property Limited et est situé près de la jonction de l'autoroute M50 et de la route N3.